# Paul Le Goff (sculpteur)
Pour les articles homonymes, voir Paul Le Goff et Le Goff.
Paul Le Goff né le 1er avril 1883 à Saint-Brieuc et mort le 22 avril 1915 à Boezinge est un sculpteur français.

## Biographie
Paul Le Goff est le fils du sculpteur Élie Jean Marie Le Goff (1858–1938), et frère des sculpteurs Élie Le Goff (1881–1915) et Henri Le Goff (1887–1918).
Ses sculptures remportent divers prix, mais sa carrière est interrompue par la Première Guerre mondiale où il trouve la mort, ainsi que ses deux frères. En 1920, la commune de Saint-Brieuc leur rend hommage en renommant une partie de leur rue de naissance « Rue des trois frères Le Goff », et un monument de Jules-Charles Le Bozec lui est dédié au parc des promenades de Saint-Brieuc.

### Récompenses
- 1912 : prix Roux, lauréat de l’Institut de France, pour La Synthèse de l’hiver.
- 1914 :  prix Chenavard pour La Forme se dégageant de la matière.

Œuvres de Paul Le Goff
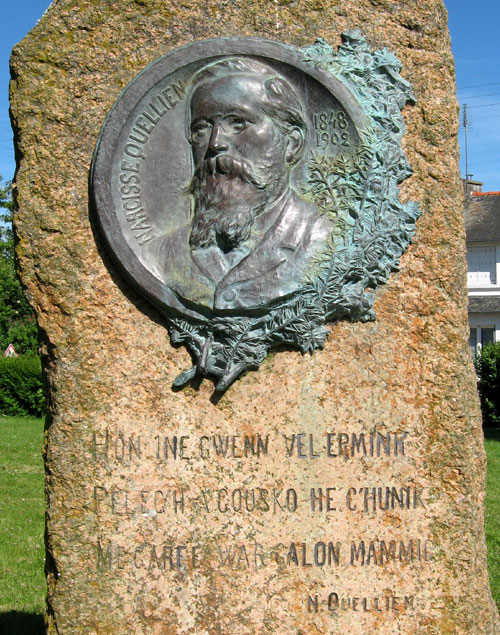
Monument à Narcisse Quellien (1912, détail), La Roche-Derrien, place du Pouliet[5],[6].
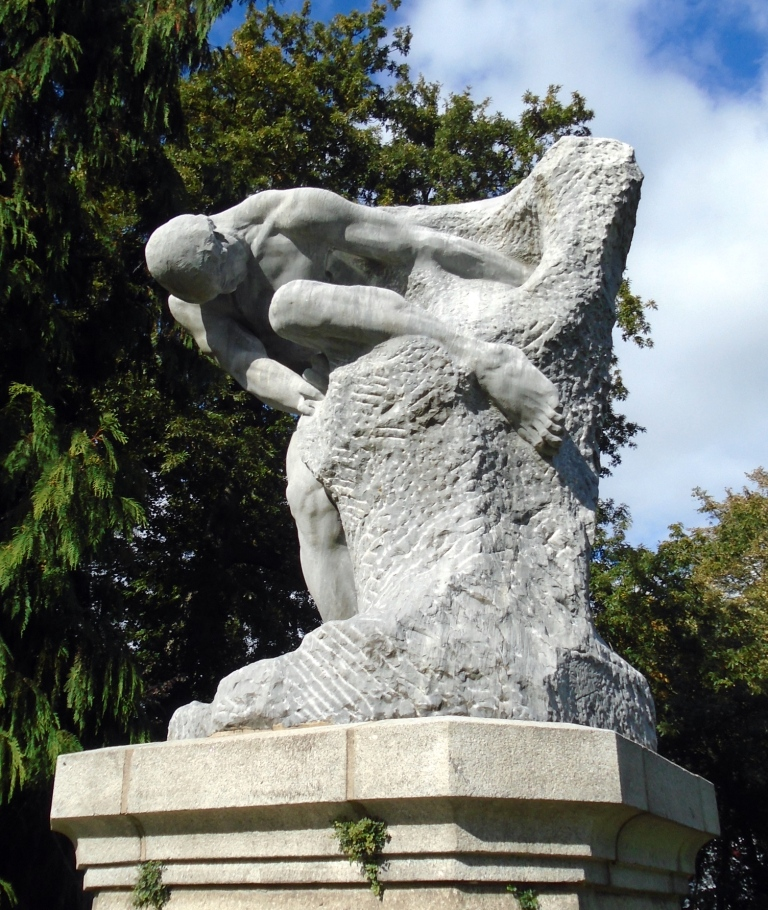
La Forme se dégageant de la matière (1914), Saint-Brieuc, parc des promenades.
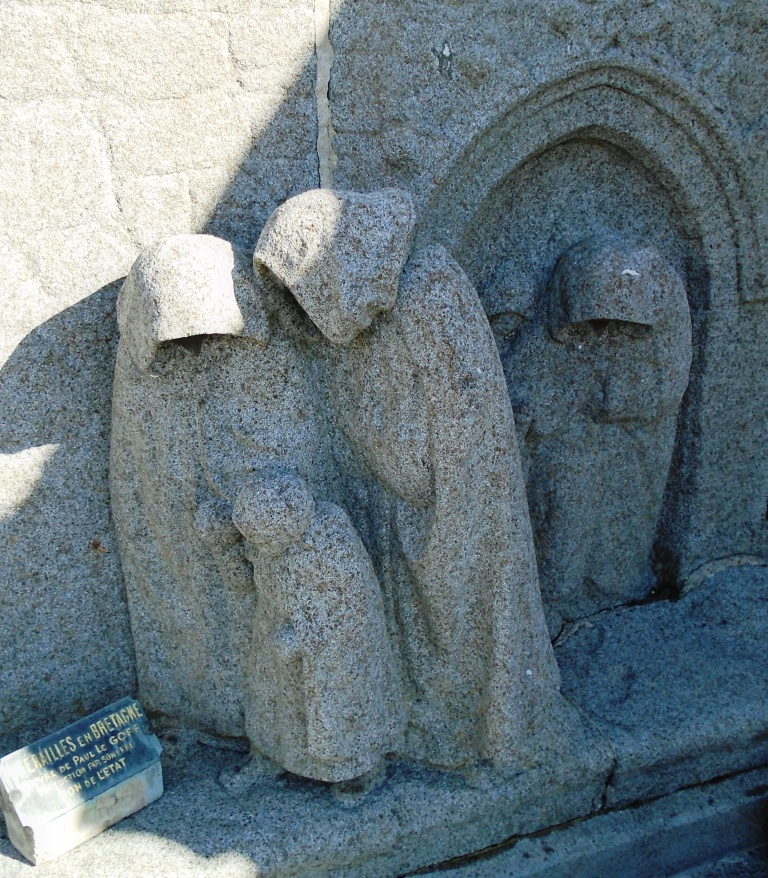
Funérailles bretonnes, détail de la tombe des trois frères Le Goff, Saint-Brieuc, cimetière Saint-Michel. Réduction en granit par Élie Jean Marie Le Goff.